# Hoa anh đào
Hoa anh đào (Sakura, katakana: サクラ, hiragana: さくら, kanji: 桜 (cựu tự thể: 櫻 Hán Việt: Anh) là hoa của các loài thực vật thuộc phân chi anh đào, chi Mận mơ, họ Hoa hồng; đặc biệt là của loài Prunus serrulata và một số loài khác chuyên để làm cảnh. Còn anh đào lấy quả hầu hết là các giống thuộc hay lai với các loài Prunus avium, Prunus cerasus.

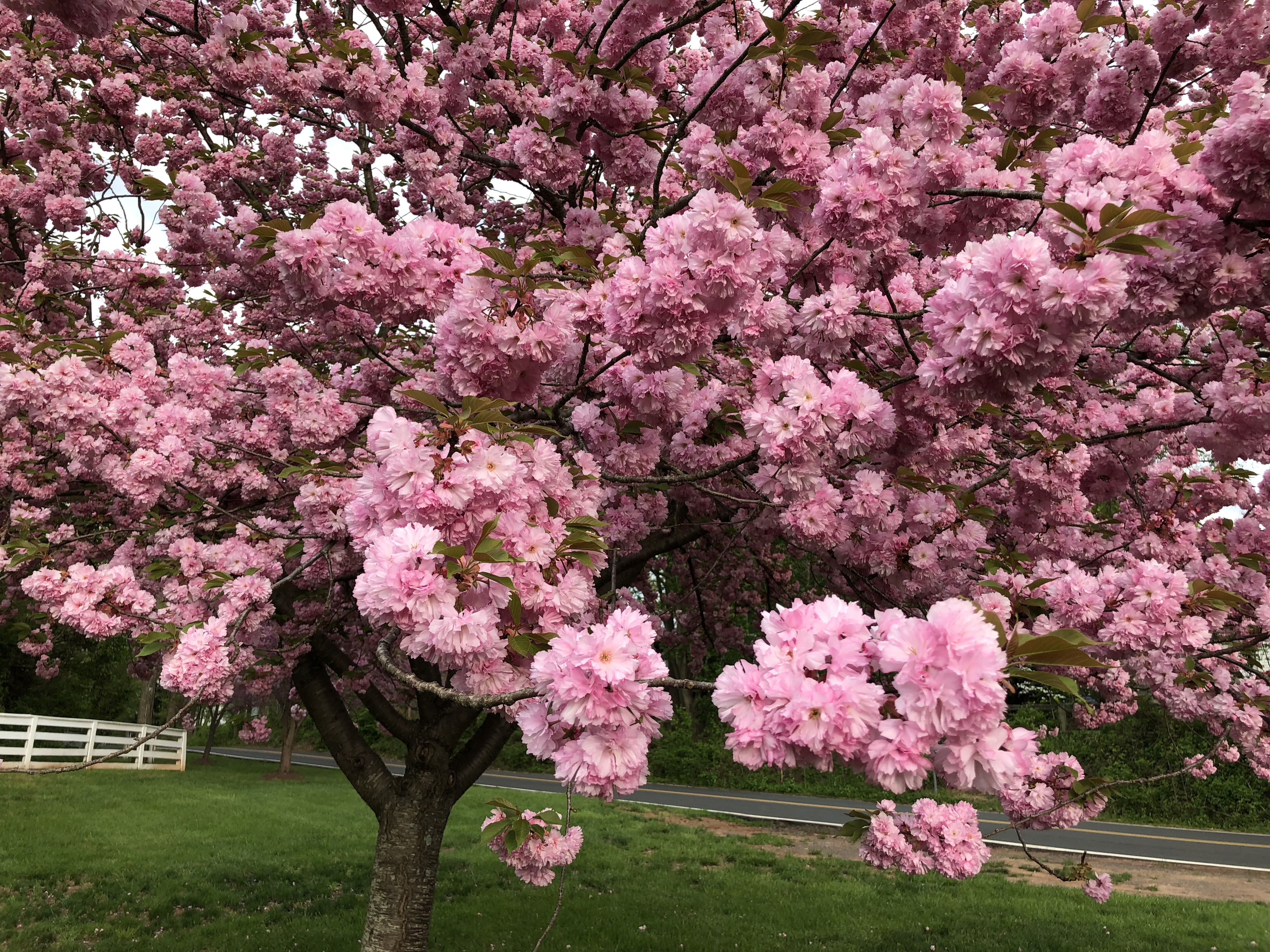
Anh đào Nhật Bản 'Kanzan' là một giống hoa kép được phát triển trong thời kỳ Edo. Nó có 20 đến 50 cánh hoa trong một bông hoa.

## Hoa
Hoa anh đào có 3 màu là màu trắng, hồng và đỏ. Thời gian tồn tại của một bông hoa anh đào thường kéo dài từ 7 đến 15 ngày, trung bình là khoảng 1 tuần. Tùy theo từng chủng loại hoa và điều kiện môi trường thời tiết mà tuổi thọ của hoa anh đào khác nhau. Giống hoa Someiyoshino có tuổi thọ 7 ngày kể từ ngày mankai (満開, まんかい, mãn khai) trong khi giống hoa Kanzakura nở và tàn lâu hơn chừng 10–12 ngày kể từ ngày mankai.
Mùa hoa anh đào thường là vào tháng 3 hay là tháng 4 dương lịch.

## Giống cây trồng

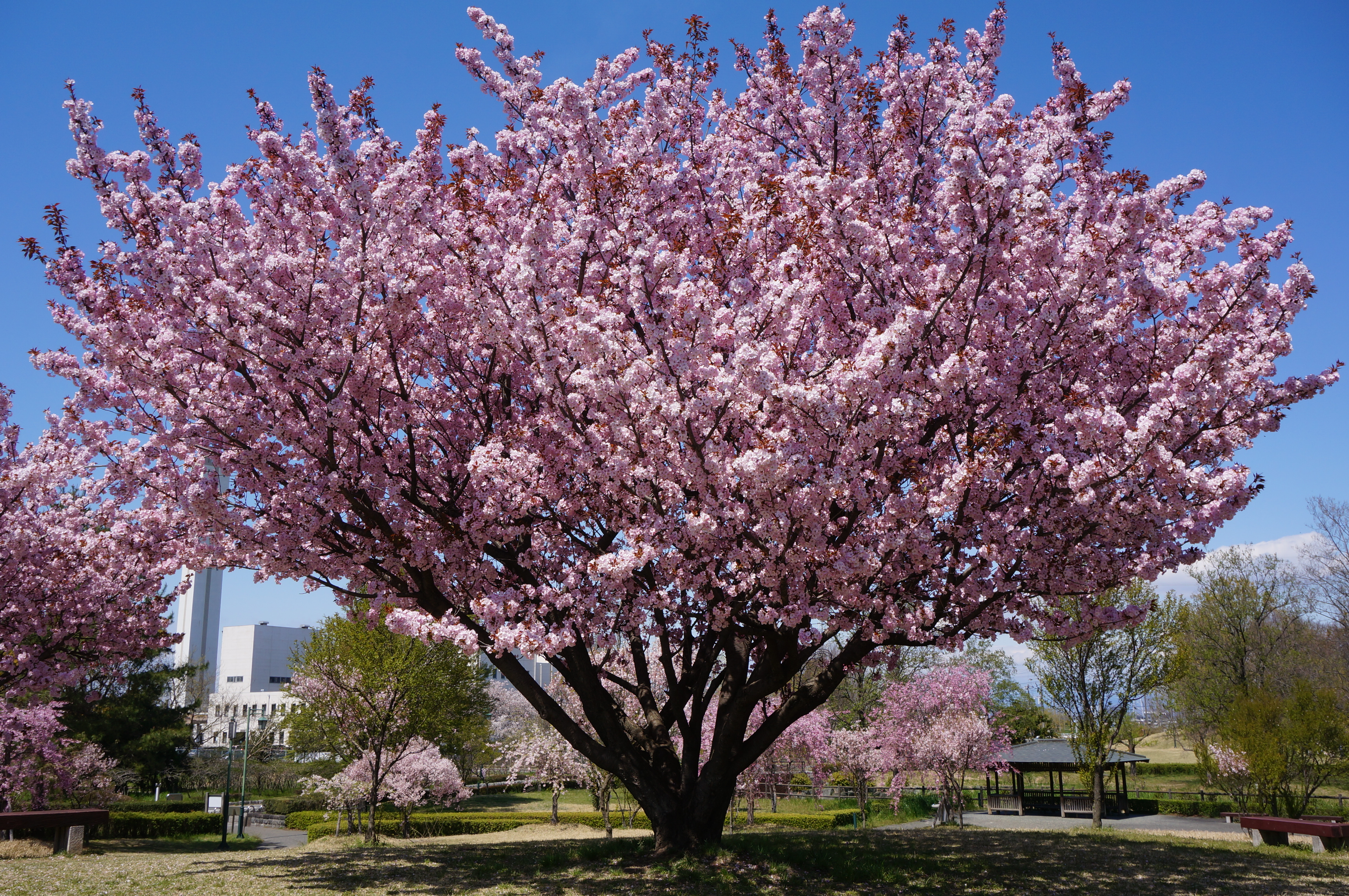
Prunus serrulata 'Chousiuhizakura'. Còn được gọi là Kenrokuen-kumagai. Hoa lớn và lá đỏ nở cùng một lúc. Một nghiên cứu DNA vào năm 2013 đã cho biết rằng hai loại này là cùng một loại cây trồng.

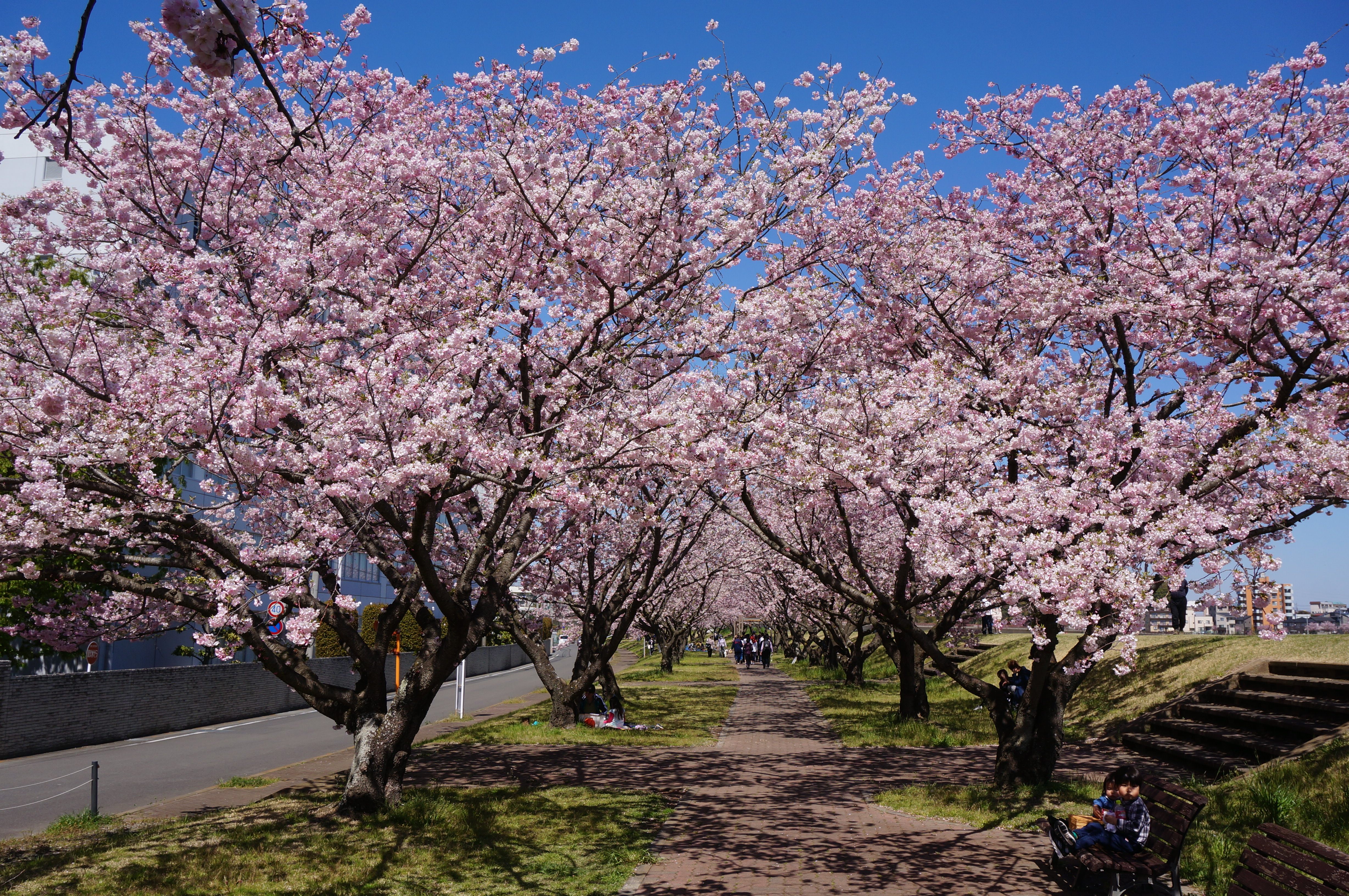
Prunus × subhirtella 'Omoigawa'. 'Omoigawa'được sản xuất tại thành phố Oyama năm 1954 được biết đến như một giống cây trồng trong đó giống cây 'Jugatsu-zakura' đã bị đột biến.

Nhật Bản có rất nhiều loại hoa anh đào (sakura); hơn 200 giống cây trồng có thể được thấy ở đó. Theo một phương pháp phân loại khác, người ta cho rằng có hơn 600 giống cây trồng hoa anh đào ở Nhật Bản. Theo nhật báo Tokyo Shimbun, có 800 loại hoa anh đào ở Nhật Bản. Theo kết quả phân tích DNA của 215 giống cây trồng do Viện Nghiên cứu Lâm nghiệp và Lâm sản Nhật Bản thực hiện vào năm 2014, nhiều giống cây anh đào đã lan rộng khắp thế giới là giống lai giữa các loài được tạo ra bằng cách lai giữa anh đào Oshima và Prunusu jamasakura (Yamazakura) với nhiều loài hoang dã khác nhau. Trong số những giống này, Nhóm Sato-zakura, và nhiều giống khác có số lượng lớn cánh hoa, và giống tiêu biểu là  Prunus serrulata 'Kanzan'.
Các loài, giống lai và giống thứ sau đây được dùng cho giống hoa anh đào:
- Prunus apetala
- Prunus campanulata, Anh đào hoa chuông, 寒緋桜 kanhizakura
- Prunus × furuseana (P. incisa × P. jamasakura[15])
- Prunus × incam (P. incisa × P. campanulata), Anh đào Okamé
- Prunus incisa var. incisa, Anh đào Fuji
- Prunus incisa var. kinkiensis
- Prunus × introrsa, Prunus subhirtella hoặc Edo higan
- Prunus itosakura (Prunus subhirtella, Prunus pendula)
- Prunus jamasakura, tên khoa học Cerasus jamasakura
- Prunus × kanzakura (P. campanulata × P. jamasakura and P. campanulata × P. speciosa[15])
- Prunus leveilleana (Prunus verecunda)
- Prunus × miyoshii
- Prunus nipponica, còn được gọi là anh đào núi Nhật Bản hoặc anh đào Kuril
- Prunus padus
- Prunus × parvifolia (P. incisa × P. speciosa[15])
- Prunus pseudocerasus, anh đào chua Trung Quốc
- Prunus × sacra (P. itosakura × P. jamasakura[15])
- Prunus sargentii, Anh đào Sargent hoặc anh đào đồi Bắc Nhật Bản
- Prunus serrulata var. lannesiana, Prunus lannesiana (nhóm Prunus Sato-zakura. Các giống lai giữa các loài phức tạp dựa trên Prunus speciosa và Prunus serrulata.[16]), anh đào Nhật Bản, anh đào núi, anh đào phương Đông hoặc anh đào Đông Á
- Prunus × sieboldii
- Prunus speciosa, Anh đào  Oshima
- Prunus × subhirtella (P. incisa × P. itosakura[15])
- Prunus × syodoi
- Prunus × tajimensis
- Prunus × takenakae
- Prunus × yedoensis (P. itosakura × P. speciosa[15]), 'Somei-yoshino' hoặc Anh đào Yoshino

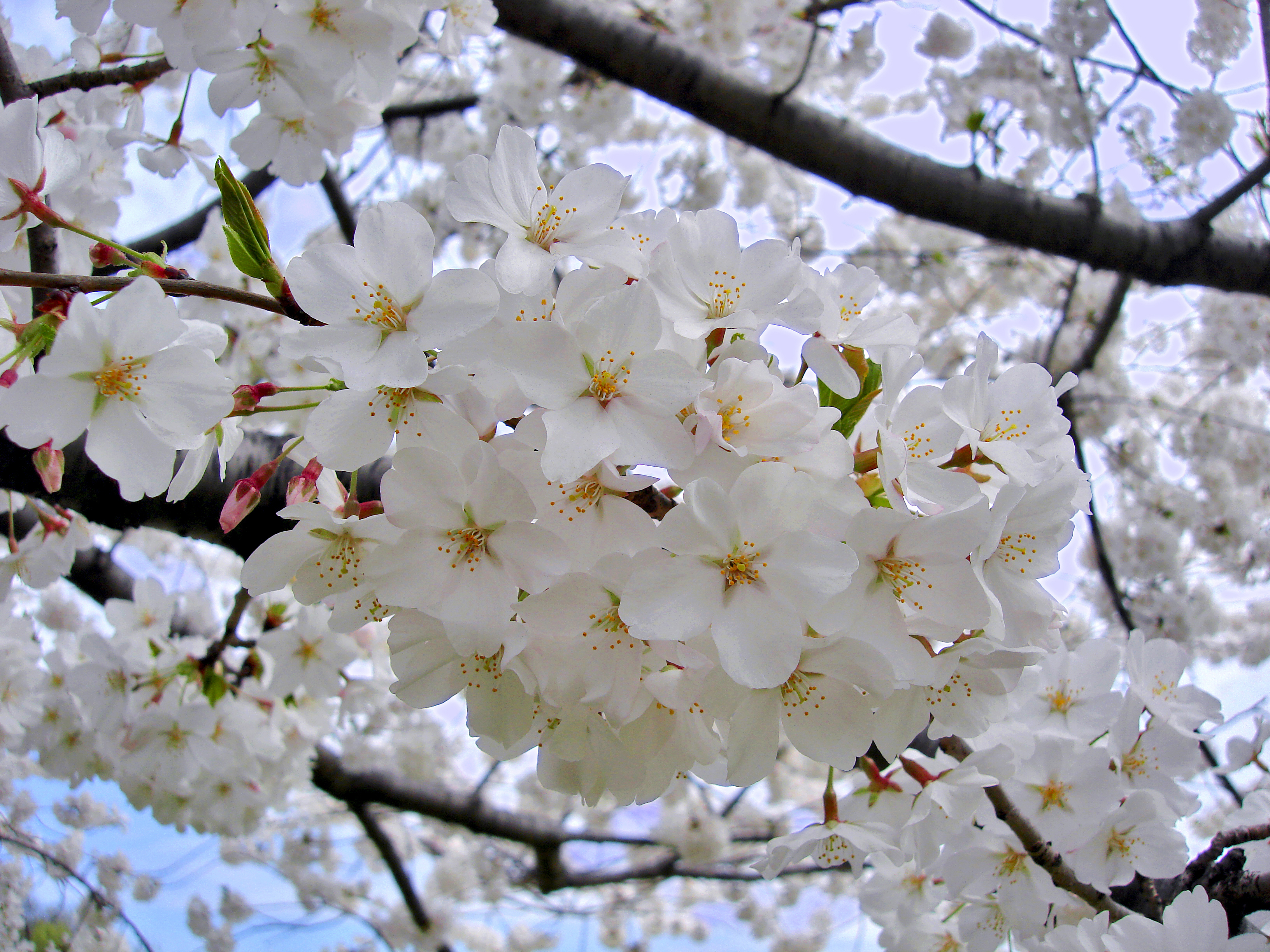
Prunus × yedoensis 'Somei-yoshino' (Anh đào Yoshino)

Loại hoa anh đào phổ biến nhất ở Nhật Bản là Somei Yoshino (anh đào Yoshino). Hoa của nó có màu trắng gần như tinh khiết, nhuốm màu hồng nhạt, đặc biệt là gần thân cây. Chúng nở hoa và thường rụng trong vòng một tuần trước khi ra lá. Do đó, cây trông gần như trắng từ trên xuống dưới. Giống này lấy tên từ làng Somei (nay là một phần của Toshima ở Tokyo). Nó được phát triển vào giữa đến cuối thế kỷ 19 vào cuối thời kỳ Edo và đầu thời kỳ Minh Trị. Somei Yoshino gắn liền với hoa anh đào đến nỗi thể loại phim  jidaigeki và các tác phẩm hư cấu khác thường miêu tả sự đa dạng trong thời kỳ Edo hoặc sớm hơn; những mô tả như vậy là hoài niệm lỗi thời.

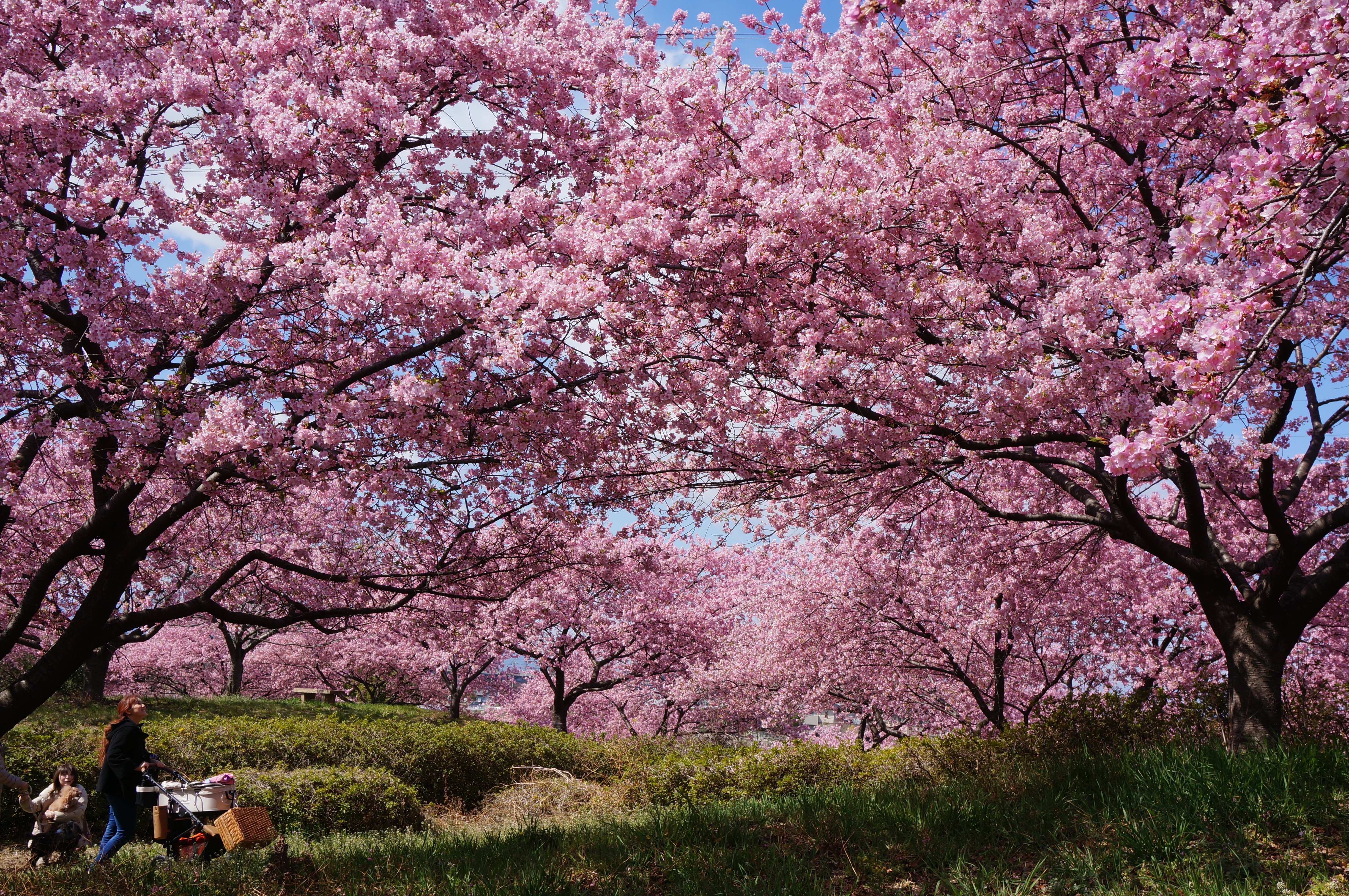
Prunus × kanzakura 'Kawazu-zakura' (Kawazu cherry). Một giống cây đại diện cho mùa lạnh nở hoa từ cuối tháng 2 đến đầu tháng 3 ở Nhật Bản.

Prunus × kanzakura 'Kawazu-zakura' là giống cây đại diện nở hoa trước khi mùa xuân đến. Nó là giống lai tự nhiên giữa anh đào Oshima và Prunus campanulata, và được đặc trưng bởi những cánh hoa màu hồng đậm. Những cây anh đào dại thường không nở hoa vào mùa lạnh vì chúng không thể đâm chồi nếu chúng nở hoa trước mùa xuân khi côn trùng thụ phấn bắt đầu di chuyển. Tuy nhiên, người ta cho rằng 'Kawazu-zakura' nở sớm hơn vì là loài lai giữa Prunus campanulata (từ Okinawa, vốn không mọc tự nhiên ở Honshu) lai với anh đào Oshima. Ở các loài hoang dã, ra hoa trước mùa xuân là một đặc điểm bất lợi trong quá trình chọn lọc, nhưng ở các giống cây trồng như 'Kawazu-zakura', ra hoa sớm và các đặc tính của hoa được ưu tiên hơn và chúng được nhân giống bằng cách ghép.
Hoa anh đào về cơ bản được phân loại theo loài và giống cây trồng, nhưng ở Nhật Bản, chúng thường được phân loại theo tên cụ thể dựa trên đặc điểm của hoa và cây. Những cây anh đào có nhiều cánh hoa hơn những cây anh đào năm cánh thông thường được phân loại là yae-zakura (sakura hoa kép), và những cây có cành rũ xuống được phân loại là shidare-zakura hoặc anh đào rủ. Hầu hết yae-zakura và shidare-zakura đều là giống cây trồng. Các giống shidare-zakura nổi tiếng là 'Shidare-zakura', 'Beni-shidare' và 'Yae-beni-shidare', tất cả đều có nguồn gốc từ loài hoang dã Prunus itosakura (đồng nghĩa Prunus subhirtella hoặc Edo higan).
Màu sắc của hoa anh đào nói chung có sự chuyển màu giữa trắng và đỏ, nhưng có những giống có màu khác thường như vàng và xanh lục. Các giống tiêu biểu là  Prunus serrulata 'Grandiflora' A. Wagner (Ukon) và Prunus serrulata 'Gioiko' Koidz (Gyoiko) được phát triển vào thời kỳ Edo của Nhật Bản.
Vào năm 2007, cơ sở nghiên cứu và phát triển Riken đã sản xuất một giống cây trồng mới có tên là 'Nishina zao' bằng cách chiếu xạ các cây anh đào bằng chùm ion nặng lần đầu tiên trên thế giới. Giống này được sản xuất từ Prunus serrulata 'Gioiko' (Gyoiko) với cánh hoa màu xanh lá cây, và được đặc trưng bởi hoa màu vàng-lục-trắng nhạt khi nở và hoa màu vàng hồng nhạt khi rụng. Riken đã sản xuất 'Nishina otome', 'Nishina haruka' và 'Nishina komachi' theo cách tương tự.
- Prunus itosakura 'Pendula' (Shidare-zakura)
- Prunus itosakura 'Plena Rosea' (Yae-beni-shidare) là giống cây có đặc điểm của cả yae-zakura (sakura hoa kép) và shidare-zakura (anh đào rủ).
- Prunus serrulata 'Grandiflora' A. Wagner (Ukon) với những bông hoa màu vàng hiếm thấy, được phát triển trong thời kỳ Edo của Nhật Bản. Một trong những giống được chọn cho  Giải thưởng Garden Merit của Anh Quốc.
- Prunus serrulata 'Gioiko' Koidz (Gyoiko) với những bông hoa màu xanh lá cây hiếm thấy,  được phát triển trong thời kỳ Edo của Nhật Bản.
- Anh đào hoa chuông, Prunus campanulata
- Prunus nipponica
- Anh đào Oshima là một loài anh đào Yoshino. Anh đào Yoshino（trái）và anh đào Oshima（phải) ´´
- Prunus × sieboldii 'Beni-yutaka'. Một trong những giống được chọn cho  Giải thưởng Garden Merit của Anh Quốc.

Tất cả các giống cây hoa anh đào hoang dã đều cho quả nhỏ, ăn được hoặc ăn không ngon. Quả anh đào ăn được thường đến từ các giống của các loài có liên quan với Prunus avium và Prunus cerasus. Tuy nhiên, ở một số giống cây trồng, nhụy hoa thay đổi giống như chiếc lá và mất đi khả năng sinh sản, ví dụ như  Prunus serrulata 'Hisakura' (Ichiyo) và Prunus serrulata 'Albo-rosea' Makino (Fugenzo), có nguồn gốc từ anh đào Oshima, chỉ có thể được nhân giống bằng các phương pháp nhân tạo như ghép, chiết.

## Một số loại anh đào
Hoa anh đào có rất nhiều loại, từ loại hoa mọc dại trên núi cho đến những loại được lai tạo kỳ công để phục vụ nhu cầu thưởng ngoạn của con người. Sau đây là một vài loại hoa tiêu biểu:

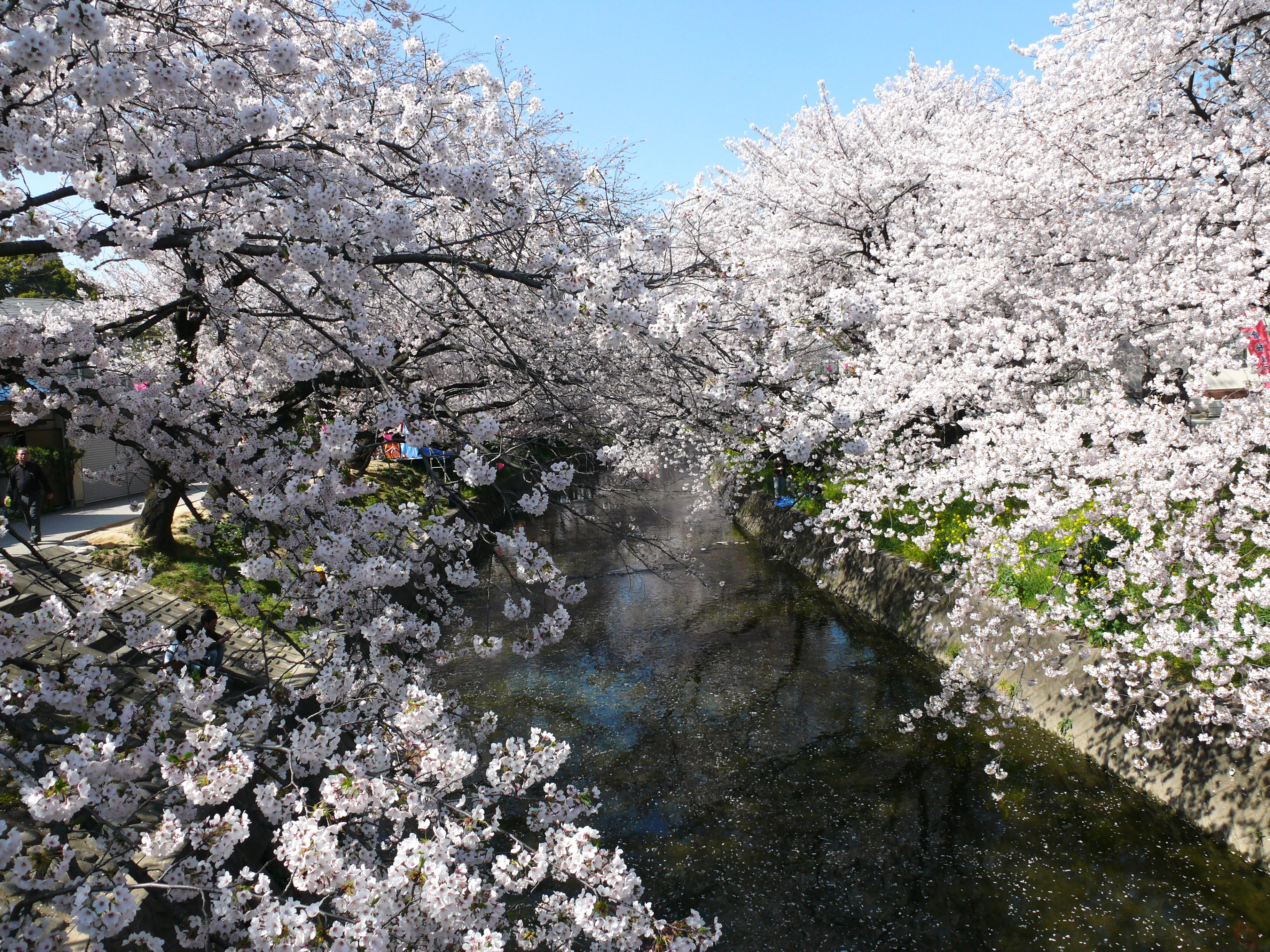
Tại Iwakura, Nhật Bản

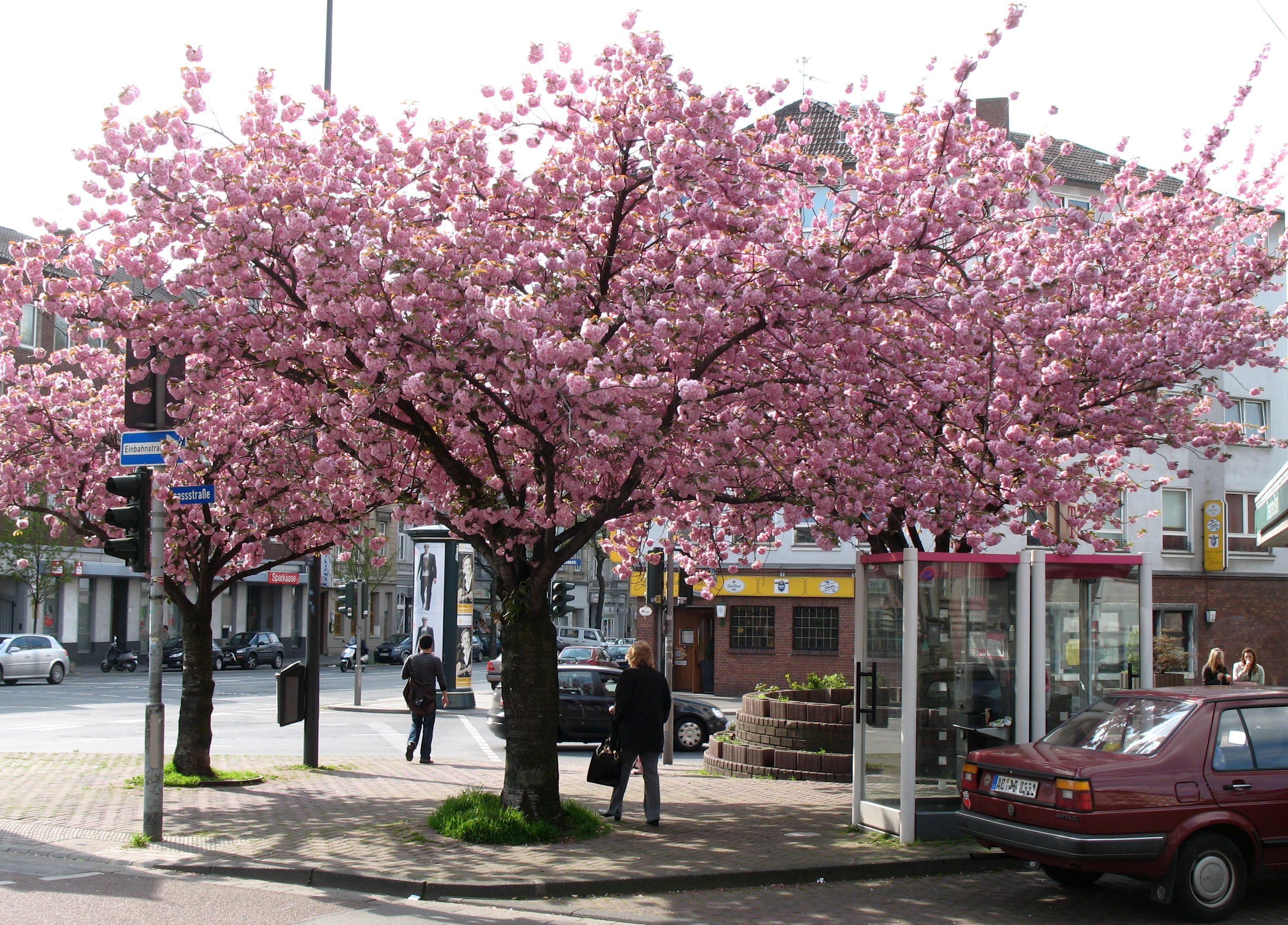
Hoa anh đào hồng ở Aachen, Đức

### Yamasakura
Anh đào Yama thường mọc ở phía Nam của Honshū. Nó còn có một tên gọi khác là Bạch Sơn Sakura. Khi hoa nở thì thường có màu trắng hoặc màu hồng nhạt và mùi hương khá đậm. Đặc điểm của loại hoa này là khi hoa nở cũng là lúc lá đâm chồi nảy lộc.

### Oyamasakura
Anh đào Oyama thường mọc ở phía Bắc của Honshū và vùng núi Hokkaido, nó còn có tên gọi khác là Hồng Sơn Sakura (Beniyama Zakura). Loại hoa này có màu hồng đậm hơn, lá và hoa cũng to hơn so với Yamazakura.

### Oshimasakura

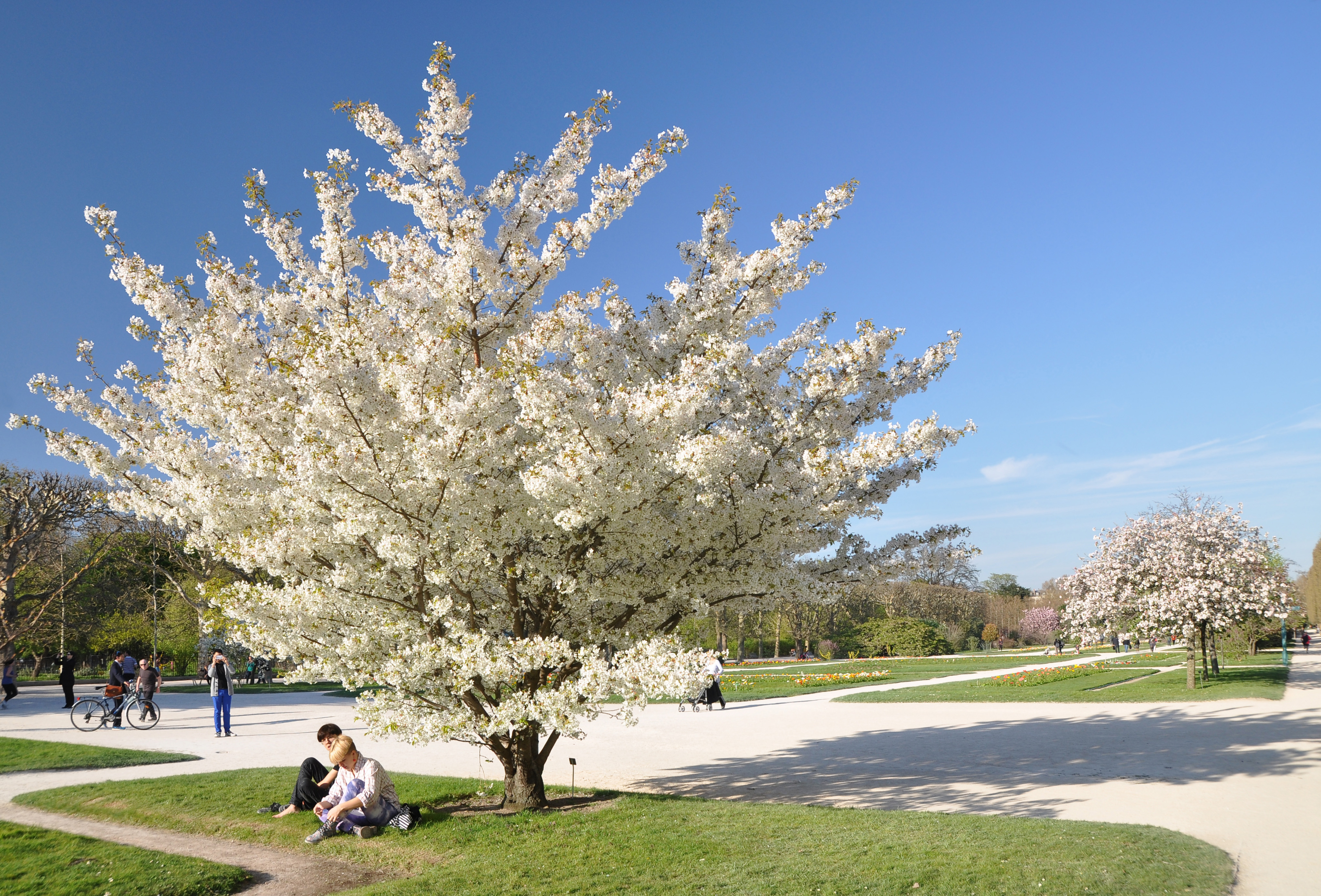
Anh đào Oshima (Prunus speciosa)

Prunus speciosa, Anh đào Oshima có nhiều ở bán đảo Izu. Khi lá đâm chồi nảy lộc cũng là lúc hoa bắt đầu nở và cho mùi hương quyến rũ là đặc trưng của loại hoa này. Khi hết mùa hoa anh đào, người ta thường ngắt lá của loại hoa này ướp một chút muối và dùng để làm vỏ cuốn bên ngoài cơm nắm onigiri hoặc cuốn ngoài một loại bánh dày truyền thống của Nhật. Vì thế loại hoa này mới có tên gọi sakura mochi.

### Edohigan
Prunus × introrsa, Prunus subhirtella hoặc Edo higan, loại hoa này thường mọc ở vùng núi Honshū, Shikoku và Kyushū. Đặc trưng của loại hoa này là trước khi lá đâm chồi nảy lộc thì những cánh hoa đã vươn mình khoe sắc, chuyển dần từ gam màu trắng sang màu hồng nhạt, chúng ta có thể bắt gặp chúng rủ xuống yểu điệu bên những mặt hồ hay bờ sông.

### Kasumisakura
Anh đào Kasumi mọc rải rác ở các vùng núi từ Hokkaido đến Kyushū. Đặc trưng của loại này là có một lớp lông non bao phủ trên cánh hoa và lá, có lẽ vì thế mà nó có một cái tên khác là Mao Sơn (Keyamazakura). Loại hoa này khi nở cũng chuyển dần từ sắc trắng sang sắc hồng.

### Someiyoshino
Prunus × yedoensis (P. itosakura × P. speciosa), Somei-yoshino hoặc Anh đào Yoshino, là loại hoa pha trộn đặc tính giữa hai giống Oshimasakura và Edohigan. Trên lá non và cánh hoa có lớp lông non bao phủ và khi hoa tàn thì mới là lúc lá đâm chồi nảy lộc. Hoa nở có màu hồng nhạt.
Trong số các loài anh đào thì loại Someiyoshino được trồng nhiều nhất vì loại này hoa lại nở trước rồi lá mới mọc sau. Cánh hoa cũng to hơn so với các loại khác và nhìn có vẻ đẹp quý phái hơn. Hơn nữa loại hoa này sinh trưởng nhanh, chỉ khoảng 10 năm đã trở thành một cây lớn và cho hoa nở nhanh hơn loại khác. Từ thời kỳ Meiji loại này đã được trồng phổ biến trên khắp nước Nhật.

### Kanhizakura
Đây là phân bố ở nam Honsu, Kyushū, Okinawa, miền nam Hàn Quốc, Việt Nam, Lào, Thái Lan... Hoa thường rũ xuống như cái chuông nên tên thường gọi anh đào chuông, bông thường có màu hồng đậm đến màu hồng nhạt cánh đơn ưa khí hậu mát mẻ. Hoa thường ngâm muối hay ướp trà để thưởng thức, hoa thường nở vào tháng 1 tháng 2 ở Okinawa và nở vào tháng 3 đến tháng 4 ở Tokyo.

## Quốc Hoa Nhật Bản

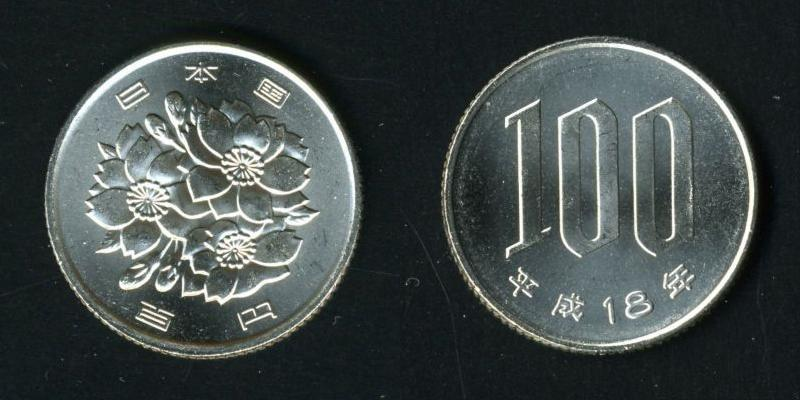
Đồng xu 100 yên Nhật in nổi hình hoa anh đào phát hành năm 1967

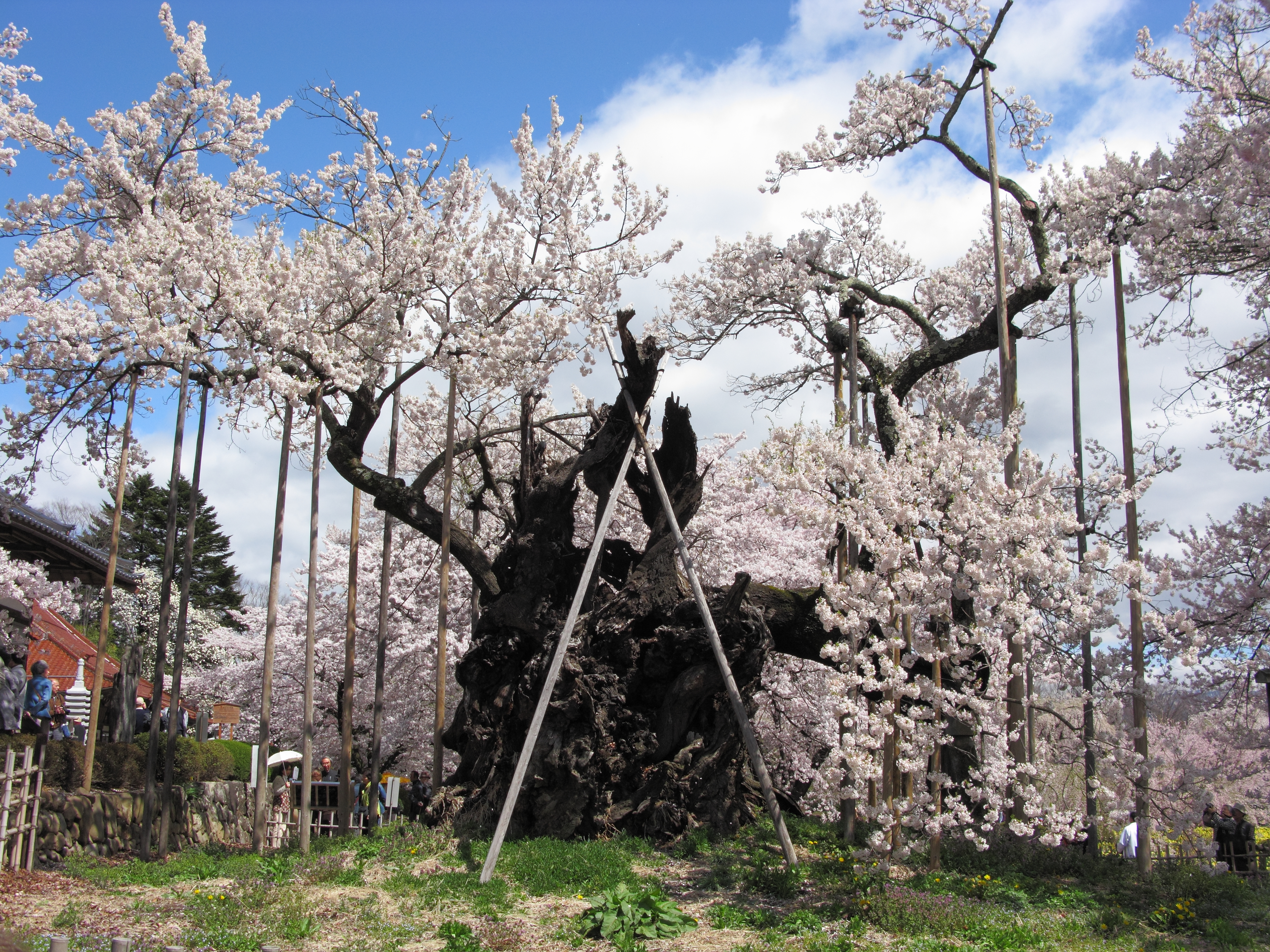
Cây anh đào Yamataka Jindai Sakura từ 1800 đến 2000 năm tuổi ở Hokuto

Mặc dù hoa anh đào không được công nhận chính thức là Quốc hoa, nhưng lại được người dân Nhật yêu thích, nên thực tế nó tồn tại như biểu tượng là quốc hoa của nước Nhật. Với người Nhật, Sakura zensen tượng trưng cho sắc đẹp, sự mong manh và trong trắng, là loại hoa "sớm nở tối tàn" nên được các samurai rất yêu thích, vì nó tượng trưng cho "con đường lý tưởng" của một người võ sĩ đạo (khi sống thì tỏa sắc rực rỡ, khi chết thì nhẹ nhàng thanh thản).
Khắp nơi trên đất nước Nhật Bản đều có hoa anh đào, đặc biệt ở trong các công viên, ven sông, dọc theo bờ kênh, trong sân các ngôi biệt thự. Ở Nhật Bản, hoa anh đào thường nở vào mùa xuân, tùy từng nơi mà hoa có thể nở sớm hơn hay muộn hơn. Ở miền Nam Nhật ấm áp hơn, hoa có thể nở từ cuối tháng một trong khi vùng Hokkaido phía Bắc Nhật Bản, hoa có thể nở vào tháng 5. Do vậy người yêu thích hoa anh đào có thể ngắm hoa theo hành trình đi từ Nam lên Bắc trong nước Nhật hàng tháng trời, đối lập với lá momizi trong sắc mùa thu, đỏ thắm dần từ Bắc xuống Nam.
Trong mùa hoa anh đào nở, nước Nhật như được bao phủ trong một đám mây hoa và những cánh hoa rơi rụng lả tả trong gió như một trận mưa hoa vừa kiêu hãnh vừa bi tráng, người Nhật thường tổ chức lễ hội mừng hoa khắp nước. Thanh niên nam nữ tổ chức cắm trại vui chơi. Các cụ già ngồi uống rượu sake dưới gốc cây. Trong khi uống sake, nếu có một cánh hoa rơi rụng vào chén rượu thì mọi người thường hân hoan cho đó là điều may mắn. Các đời thủ tướng Nhật thường tổ chức chiêu đãi các đoàn khách ngoại giao đến vườn thượng uyển Shinjuku Gyoen uống rượu ngắm hoa.
Có truyền thuyết cho rằng "sakura" là cách gọi lái từ "sakuya", trích từ tên của nữ thần Konohana-Sakuya-hime – một vị thần được nhắc đến trong cuốn lịch sử "Cổ sự ký" (Kojiki) của Nhật. Theo truyền thuyết, nữ thần này chính là người đầu tiên gieo hạt giống cây hoa anh đào trên núi Phú Sĩ nên được coi là nữ thần Sakura. Nữ thần có sắc đẹp tuyệt vời và loài hoa sakura khi nở cũng mang vẻ đẹp tựa như sắc đẹp của bà. Có lẽ vì thế người ta cho rằng tên Sakura bắt nguồn từ đó.

### Mùa hoa nở

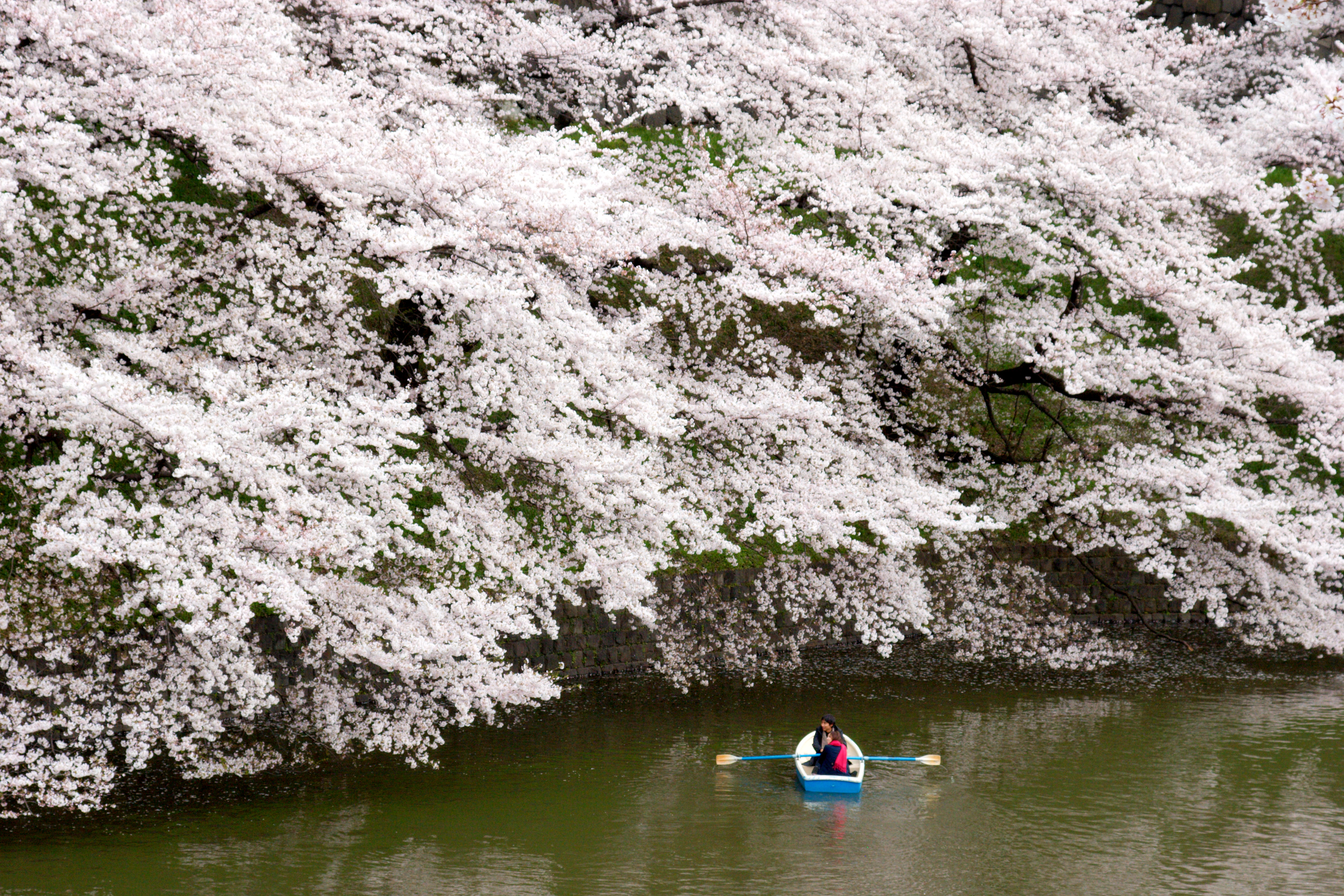
Hanami, chèo thuyền ngắm hoa tại Chidorigafuchi, Tokyo

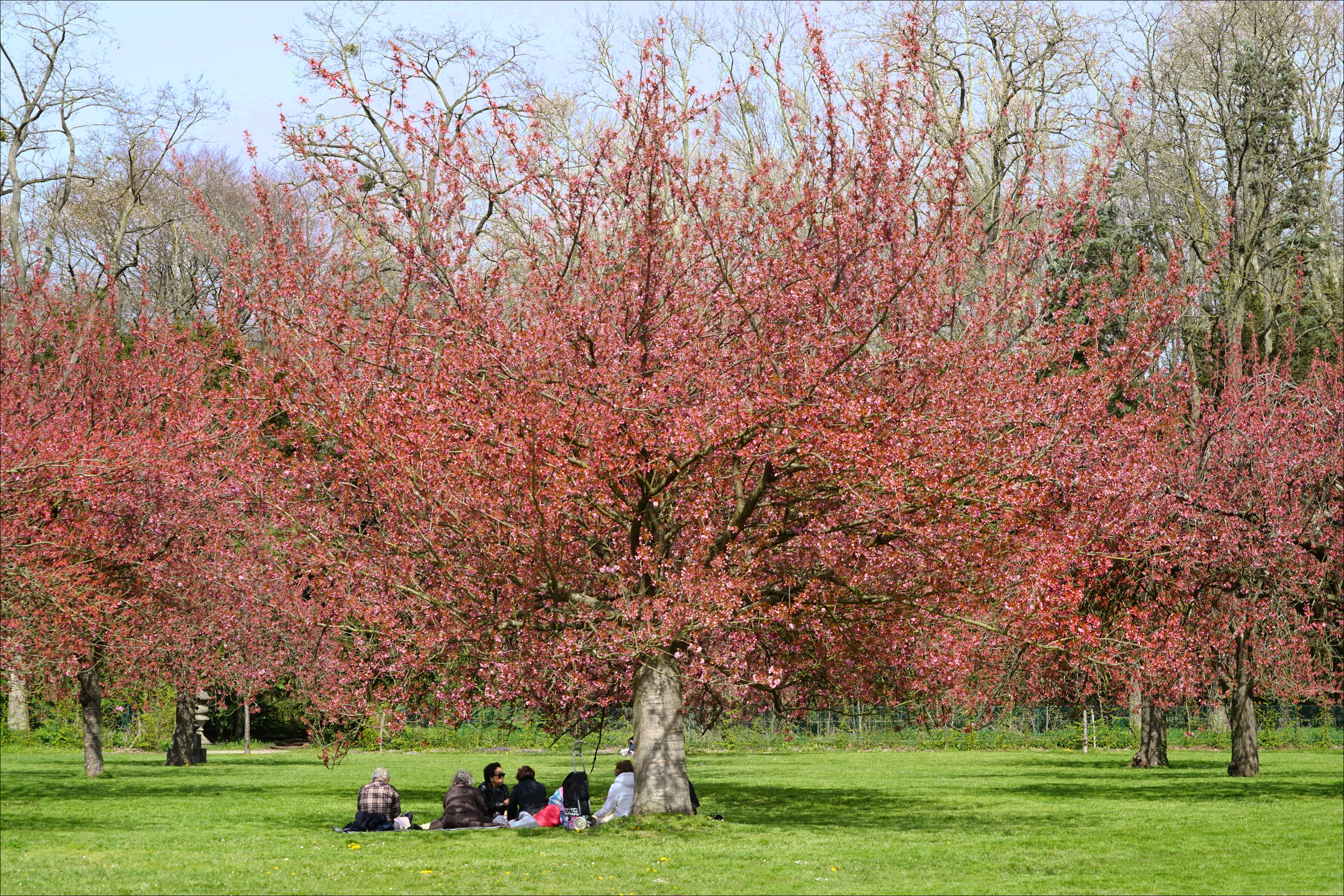
Hanami tại công viên Parc de Sceaux, Hauts-de-Seine, ngoại ô Paris

Hoa Anh đào nở rộ suốt từ cuối tháng Ba, hoặc đầu tháng Tư. cho đến đầu tháng 5 trải dài theo đường kinh tuyến của Nhật Bản. Bắt đầu từ Okinawa vào cuối tháng 1 cho đến Hokkaido vào đầu tháng 5. Do ở phía nam Okinawa thời tiết ấm áp nên hoa anh đào ở đây nở sớm nhất, tiếp theo là ở vùng Kyushu, Kantou, Shikoku, còn ở Hokkaido thì phải đến đầu tháng 5, hoa anh đào mới nở. Ngoài ra còn tùy theo từng loại hoa anh đào khác nhau mà thời gian mankai (満開-Mãn Khai: thời điểm hoa nở rộ nhất, đẹp nhất) cũng khác nhau. Sau thời gian mankai khoảng 1 tuần là hoa bắt đầu tàn dần.
Hanami (花見 (hoa kiến) dịch nghĩa "ngắm hoa"?) là một cách thưởng hoa truyền thống của người Nhật, "hoa" ở đây có nghĩa là hoa anh đào ("sakura") hoặc ít phổ biến hơn là hoa mơ ("ume"). Trong một số ngữ cảnh, người ta còn gọi hanami là lễ hội hoa anh đào.

### TrongVăn học Nhật Bản
Trong cuốn tiểu thuyết phản ánh đầy tâm trạng của một người già suy nghĩ về cuộc đời, cái chết và sự tái sinh, "Tiếng rền của núi" (Yama no otō), văn hào Kawabata Yasunari đã dành chương 6 (chương mang tên "Anh đào mùa đông") để miêu tả cây anh đào trong vườn khách sạn Atami nở đầy hoa giữa tháng một. Tuy được mọi người giải thích rằng đây là giống anh đào mùa đông, ông già Shingo vẫn có cảm giác mình như đã rơi vào mùa xuân của một thế giới xa lạ nào đó.

## Hoa anh đào trên thế giới

### Hoa Kỳ

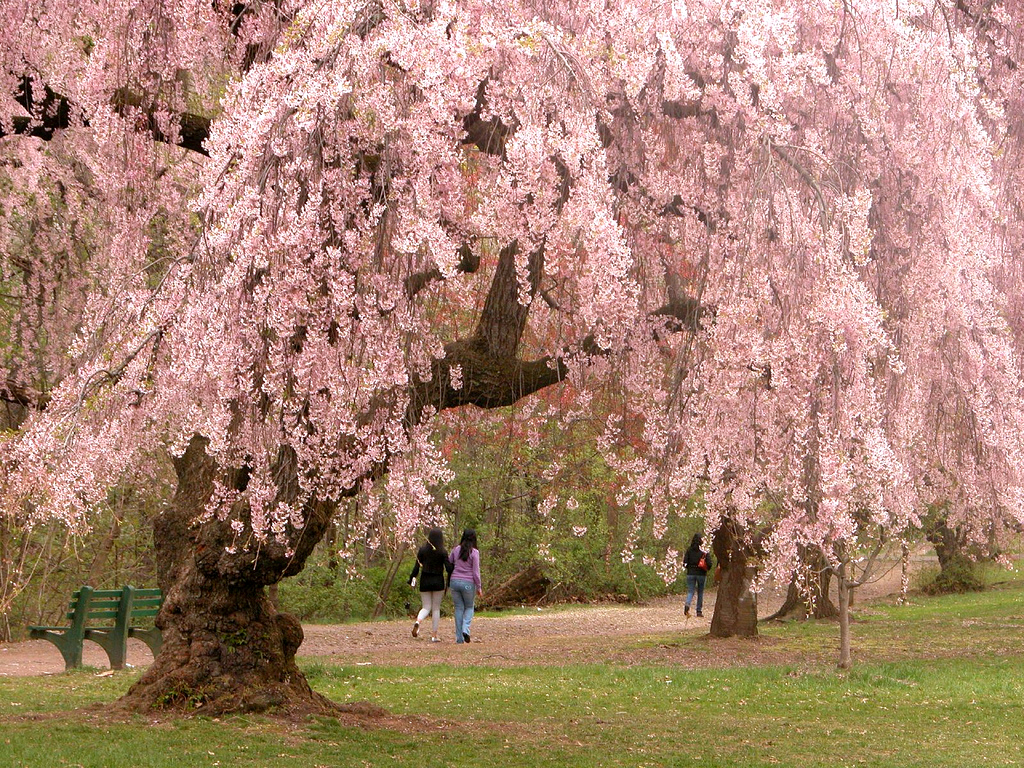
Hoa anh đào tại Newark, New Jersey

Vào năm 1912, chính phủ Nhật đã tặng Hoa Kỳ 3000 cây anh đào, và năm 1956 lại tặng thêm 3800 cây. Tất cả các cây này được trồng tại Công viên West Potomac ở Washington, D.C. và là chủ đề cho Hội hoa anh đào quốc gia hàng năm.
Các thành phố khác tại Hoa Kỳ cũng có hội hoa anh đào là Philadelphia, Pennsylvania và Macon, Georgia.

### Canada
Bắt đầu từ thập niên 1930 Nhật Bản đã tặng thành phố Vancouver của Canada với nhiều cây anh đào và nhiều đường phố tại Vancouver vào mùa xuân được phủ với hoa anh đào rơi.

### Hàn Quốc
Tại bán đảo Triều Tiên, do cùng đới khí hậu với Nhật Bản, hoa anh đào cũng tràn ngập khắp nơi. Dầu vậy tình cảm của người dân Hàn Quốc với loài hoa này không giống như người Nhật, và người dân Hàn Quốc tôn vinh loài hoa hồng sharon là quốc hoa.

### Việt Nam
Tại Việt Nam  hoa anh đào phân bố rất ít chủ yếu là giống kanhizakura tập trung chủ yếu các tỉnh miền núi phía bắc và tây nguyên , ở Đà Lạt có một loại hoa anh đào thuộc giống kanhizakura x okamezakura tên khoa học prunus cerasoides  hay được gọi là mai anh đào, mai dại, anh đào... Gần đây chính phủ Nhật Bản tặng Việt Nam một số cây hoa anh đào nhằm kỷ niệm quan hệ hợp tác hai bên. Những cây anh đào đến từ đảo quốc Nhật Bản được trồng tại Đại sứ quán Nhật Bản trên đường Liễu Giai, Hà Nội, và ở Sapa, năm 2019 một số cây anh đào do Nhật Bản tặng đã ra hoa tại Hà Nội  cũng như tại Thành phố Hồ Chí Minh.